# Skowrończyk mały
Skowrończyk mały, skowronek karłowaty (Alaudala rufescens) – gatunek małego ptaka z rodziny skowronków (Alaudidae). Zamieszkuje Półwysep Iberyjski, północną Afrykę i Bliski Wschód. Żyje na stepach i półpustyniach z niskimi, gęstymi zaroślami. W maju 2019 roku został po raz pierwszy zaobserwowany na terenie Polski (w Helu) i wciągnięty na listę krajowej awifauny.

## Systematyka i zasięg występowania
W starszych ujęciach systematycznych gatunek ten był bardzo szeroko definiowany. Autorzy Handbook of the Birds of the World wyróżnili 16 podgatunków A. rufescens występujących od Półwyspu Iberyjskiego i północnej Afryki po wschodnie wybrzeże Chin, część autorów wydzielała jednak podgatunki ze wschodu zasięgu jako A. cheleensis (skowrończyk mongolski). W oparciu o badania Alström et al. 2021 podgatunki z mniej więcej środkowej części zasięgu wydzielono do osobnego gatunku o nazwie A. heinei (skowrończyk kaspijski). Obecnie (2023) wyróżnia się już tylko trzy podgatunki A. rufescens:
- A. rufescens rufescens (Vieillot, 1819) – Wyspy Kanaryjskie; obejmuje takson polatzeki uznany za synonim.
- A. rufescens apetzii (A.E. Brehm, 1857) – wschodni i południowy Półwysep Iberyjski.
- A. rufescens minor (Cabanis, 1851) – Maroko do północnego Egiptu, południowa Turcja do zachodniej Arabii Saudyjskiej i zachodniego Iraku; obejmuje takson nicolli uznany za synonim.

Dawniej także pozostałe gatunki z rodzaju Alaudala – A. somalica (skowrończyk rdzawy) i A. raytal (skowrończyk malutki) – bywały uznawane za podgatunki A. rufescens, jednak wyraźnie różnią się od niego morfologią, wokalizacją i doborem siedlisk.

## Morfologia
Skowrończyk mały jest podobny do skowrończyka krótkopalcowego, ale jest nieco ciemniejszy i ma brązowawy nalot na piersi.
Długość ciała 13–14 cm; masa ciała około 20–27 g.

## Rozród

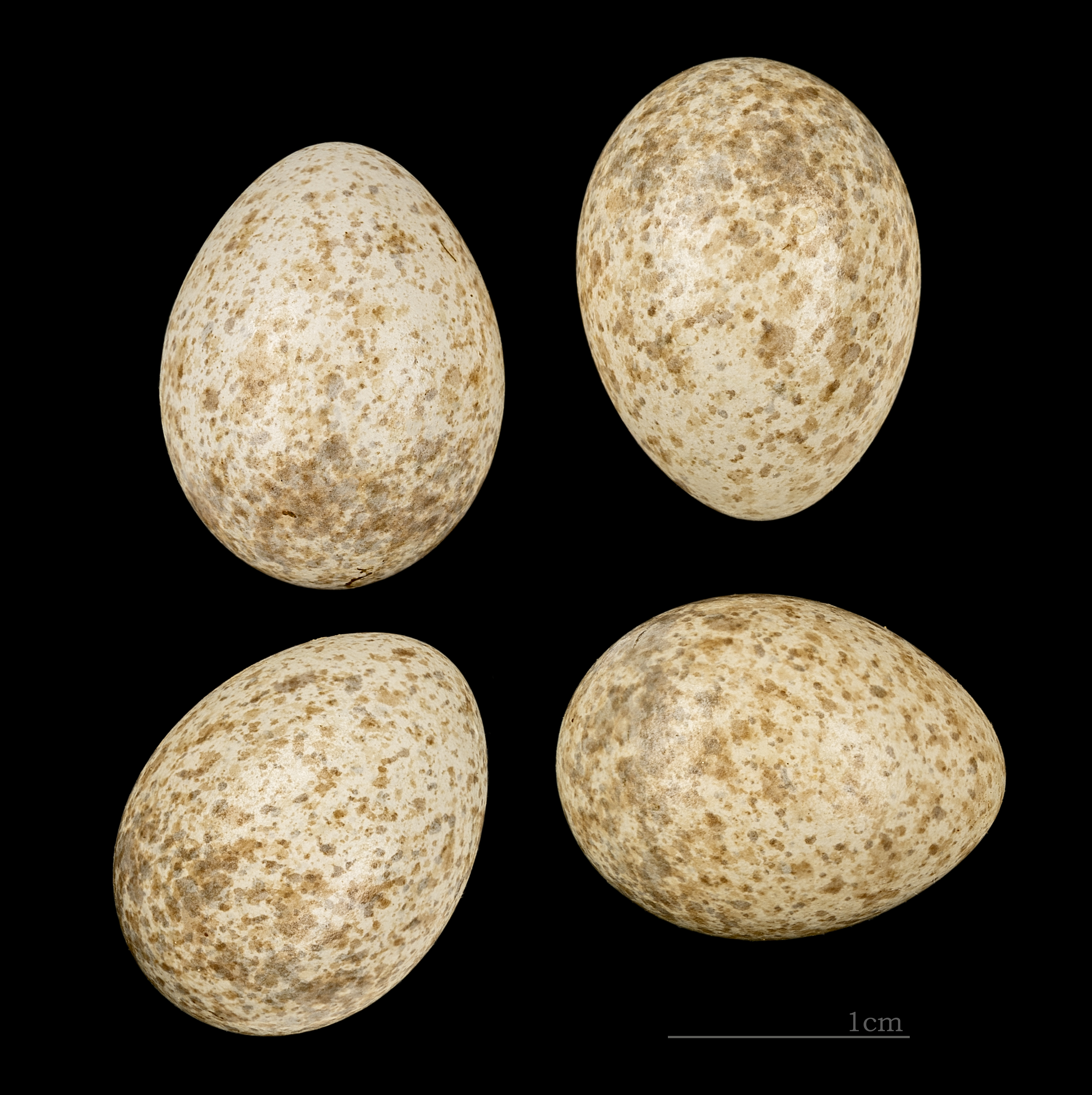
Jaja z kolekcji muzealnej

W sezonie lęgowym często wyprowadza dwa lęgi, a niekiedy nawet trzy. Budową gniazda zajmuje się samica; stanowi je mały wydrapany dołek w ziemi, w środku wyścielony roślinnością, umieszczony w pobliżu niewielkiego krzewu lub kępy roślin. W zniesieniu 2–6 jaj, zazwyczaj 3–4. Wysiadywaniem zajmuje się samica przez 13–14 dni, czasem pomaga jej w tym samiec. Opieką nad pisklętami zajmują się oboje rodzice. Młode opuszczają gniazdo po 9 dniach, czasem później (do 12 dni), ale w pełni opierzone stają się dopiero po około 15 dniach od wyklucia.

## Status i ochrona
IUCN uznaje skowrończyka małego za gatunek najmniejszej troski (LC – Least Concern); w nowym, wąskim ujęciu systematycznym po raz pierwszy sklasyfikowała go w 2022 roku. Liczebność światowej populacji wstępnie szacowana jest na 500 000 – 999 999 dorosłych osobników. Globalny trend liczebności populacji uznawany jest za prawdopodobnie spadkowy.
Na terenie Polski skowrończyk mały jest objęty ścisłą ochroną gatunkową jako gatunek występujący naturalnie na terytorium państw Unii Europejskiej.